# Terebra connelli
Terebra connelli é uma espécie de gastrópode do gênero Terebra, pertencente à família Terebridae.